# Diocese de Toledo
A Diocese de Toledo (Dioecesis Toledensis) é uma divisão territorial da Igreja Católica, no município de Toledo, no estado do Paraná, pertencente à Província Eclesiástica de Cascavel, Regional Sul II da CNBB.

## História
Foi criada pela bula Cum Venerabilis do papa João XXIII em 20 de junho de 1959, desmembrada da extinta Prelazia de Foz do Iguaçu, ocupando o oeste do estado. A área de abrangência era de 29.800 km2, composta pelas paróquias de Toledo, Dez de Maio, Quatro Pontes, Guaíra, Palotina, Foz do Iguaçu, São Miguel do Iguaçu, Medianeira, Cascavel, Cafelândia, Corbélia, Guaraniaçu, Laranjeiras do Sul, Campo Novo (hoje Quedas do Iguaçu), Virmond e Marquinho. Seu primeiro bispo foi Dom Armando Círio.

## Desmembramento
Em 5 de maio de 1978, a Bula “Cum Toletanus”, do Papa Paulo VI, desmembrou a Diocese de Toledo ao criar as dioceses de Cascavel e de Foz do Iguaçu.
Em 16 de outubro de 1979, o Papa João Paulo II elevou a Diocese de Cascavel à categoria de Sede Metropolitana, pea Bula “Maiori Christifidelium”, passando a Diocese de Toledo a ser sua sufragânea, assim como as dioceses de Foz do Iguaçu e Palmas - Francisco Beltrão.

## Território
O território da Diocese compreende 19 municípios: Guaíra, Terra Roxa, Palotina, Maripá, Mercedes, Nova Santa Rosa, Marechal Cândido Rondon, Quatro Pontes, Pato Bragado, Entre Rios do Oeste, Ouro Verde do Oeste, São Pedro do Iguaçu, Assis Chateaubriand, Tupãssi, Nova Aurora, Jesuítas, Formosa do Oeste, Iracema do Oeste e Toledo.

## Bispos
| #  | Nome                           | Período    | Notas                                 |
| -- | ------------------------------ | ---------- | ------------------------------------- |
| 6º | Dom João Carlos Seneme, C.S.S. | 2013-atual |                                       |
| 5º | Dom Francisco Carlos Bach      | 2006-2012  | Nomeado Bispo de São José dos Pinhais |
| 4º | Dom Anuar Battisti             | 1998-2004  | Nomeado Arcebispo de Maringá          |
| 3º | Dom Lúcio Ignácio Baumgaertner | 1983-1996  | Nomeado Arcebispo de Cascavel         |
| 2º | Dom Geraldo Majella Agnelo     | 1978-1982  | Nomeado Arcebispo de Londrina         |
| 1º | Dom Armando Círio, O.S.J.      | 1960-1978  | Nomeado Bispo de Cascavel             |

## Paróquias
São Paróquias da Diocese de Toledo:

### Decanato de Toledo
- Paróquia Cristo Rei - sede da Diocese (1952)
- Paróquia Sagrada Família - Toledo (1998)
- Paróquia Menino Deus - Toledo (1971)
- Paróquia Santa Rita de Cassia - Toledo (2015)
- Paróquia São Cristóvão - Toledo (1977)
- Paróquia São Francisco de Assis - Toledo (2000)
- Paróquia São Pedro e São Paulo - Toledo (1977)
- Paróquia Nossa Senhora de Fátima - Vila Nova (1965)
- Paróquia Sagrada Família - Dez de Maio (1958)
- Paróquia São Pedro - São Pedro do Iguaçu (1976)
- Paróquia Nossa Senhora de Aparecida - Ouro Verde do Oeste (1975)

### Decanato de Assis
- Paróquia Nossa Senhora do Carmo - Assis Chateaubriand (1964)
- Paróquia São Francisco de Assis - Assis Chateaubriand (1974)
- Paróquia Santo Inácio de Loyola - Jesuítas (1966)
- Paróquia São Roque - Nova Aurora (1964)
- Paróquia Santo Antônio - Formosa do Oeste (1965)
- Paróquia Nossa Senhora de Lourdes - Tupãssi (1971)

### Decanato de Rondon
- Paróquia Sagrado Coração de Jesus - Rondon (1962)
- Paróquia Maria Mãe da Igreja - Rondon  (2007)
- Paróquia Cristo Rei - Entre Rios do Oeste (1980)
- Paróquia Nossa Senhora Aparecida - Mercedes (1966)
- Paróquia Santa Rosa de Lima - Nova Santa Rosa (1970)
- Paróquia Nossa Senhora das Graças - Novo Sarandi (1967)
- Paróquia Santa Margarida - Margarida (1978)
- Paróquia São Luiz Gonzaga - Pato Bragado (1968)
- Paróquia Nossa Senhora da Glória - Quatro Pontes (1955)

### Decanato de Palotina
- Paróquia São Vicente Pallotti - Palotina (1958)
- Paróquia Nossa Senhora dos Navegantes - Guaíra (1955)
- Paróquia Nossa Senhora Aparecida - Guaíra (1967)
- Paróquia Nossa Senhora Aparecida - Terra Roxa (1961)
- Paróquia Nossa Senhora de Fátima - Maripá (1995)